# Bolszoj Zierientuj
Bolszoj Zierientuj (ros. Большой Зерентуй) – wieś w Rosji, w Kraju Zabajkalskim, w rejonie nerczyńsko-zawodzkim. W 2021 liczyła 530 mieszkańców.